# Pseudorotalipora
Pseudorotalipora es un género de foraminífero planctónico considerado a su vez un sinónimo posterior de Rotalipora de la subfamilia Rotaliporinae, de la familia Rotaliporidae, de la superfamilia Rotaliporoidea, del suborden Globigerinina y del orden Globigerinida. Su especie tipo era Rotalipora praemontsalvensis. Su rango cronoestratigráfico abarcaba el Cretácico superior.

## Descripción
Su descripción coincide con la del género Rotalipora, ya que Pseudorotalipora es considerado un sinónimo subjetivo posterior. Fue introducido para acomodar una especie ancestral de Rotalipora, que, a diferencia de las especies de este último género, tienen las últimas cámaras no carenadas.

## Discusión
El género Pseudorotalipora no ha tenido mucha difusión entre los especialistas. La mayor parte de los autores han considerado Bermudeziana un sinónimo subjetivo posterior de Rotalipora. Clasificaciones posteriores incluirían Pseudorotalipora en la superfamilia Globigerinoidea.

## Paleoecología
Pseudorotalipora, como Rotalipora, incluía especies con un modo de vida planctónico, de distribución latitudinal cosmopolita, y habitantes pelágicos de aguas intermedias a profundas (medio mesopelágico superior a batipelágico superior, en o bajo la termoclina).

## Clasificación
Pseudorotalipora incluía a las siguientes especie y subespecies:
- Pseudorotalipora praemontsalvensis †
  - Pseudorotalipora praemontsalvensis altispira †
  - Pseudorotalipora praemontsalvensis lobata †